# Лёрнер, Ганс
Йоханнес Георг Лёрнер  или Ганс Лёрнер (нем. Johannes Georg Lörner; 6 марта 1893, Мюнхен, Германская империя — 22 декабря 1983, Мюнхен, ФРГ) — оберфюрер СС, начальник бюджетного и кассового управления в Главном административно-хозяйственном управлении СС. На последующем Нюрнбергском процессе Лёрнеру было предъявлено обвинение, и он был осуждён за военные преступления.

## Биография
Ганс Лёрнер родился 6 марта 1893 года в семье слесаря. До 1910 года в Мюнхене посещал народную школу и реальное училище. Впоследствии получил прикладные технические навыки и посещал вечернюю школу. Участвовал в Первой мировой войне. После окончания войны выучился на слесаря. В 1922 году основал фирму по производству металлоконструкций, однако в 1930 году предприятие обанкротилось. Потом Лёрнер открыл новое дело.
1 января 1932 года вступил в НСДАП (билет №  2541670). 1 апреля 1933 года был зачислен в ряды СС (83683). После прихода нацистов к власти работал в различных управлениях СС. В октябре 1939 года был принят в войска СС и стал руководителем генеральной инспекции отрядов «Мёртвая голова». С 1940 года служил в главном бюджетно-строительном управлении СС, а также в администрации войск СС. С февраля 1942 года возглавлял бюджетное управление в главном административно-хозяйственном управлении СС (ВФХА). В апреле 1944 года возглавил кассовое управление в ВФХА. В сентябре 1944 года стал заместителем руководителя управленческой группы A (войсковое управление) в ВФХА.
После ареста Лёрнеру и 17 другим служащим ВФХА было предъявлено обвинение американским военным трибуналом  на Нюрнбергском процессе по делу Главного административно-хозяйственного управления СС. Лёрнеру вменялось в вину административная деятельность в ВФХА, благодаря которой осуществлялось функционирование концлагерей. 3 ноября 1947 года был признан виновным в военных преступлениях, преступлениях против человечества и членстве в преступных организациях и приговорён к 10 годам заключения. 1 февраля 1951 года был освобождён из Ландсбергской тюрьмы. Умер в 1983 году в Мюнхене.